# Božidar Karastojanov
Božidar Dimitrov Karastojanov (13. října 1903 Sofie – 18. září 1956) byl bulharský fotograf a umělec.

## Životopis
Narodil se 13. října 1903 v Sofii v rodině fotografa Dimitara Karastojanova. Jeho praděd byl Nikola Karastojanov, zakladatel bulharského knihtisku, samokovský buditel a pedagog a jeho dědeček byl také fotograf Anastas Karastojanov.
Ve 22 letech spolu se svou ženou Božankou Božilovou odjel do Paříže, aby se specializoval na fotografii. Tam studoval a pracoval v ateliéru pařížských fotografů bratří Gastona a Luciena Manuelových. V Paříži zůstal rok, poté se vrátil do Sofie, kde se mu narodila jediná dcera Reni. V roce 1927 odešel s rodinou do Vídně, aby se dále vzdělával.
Po svém návratu do Sofie v roce 1928 si Božidar Karastojanov otevřel svůj první fotoateliér v Targovské ulici. V roce 1930 se ateliér nacházel na ulici Lege a v letech 1932 až 1934 na Dondukově bulváru. Studio se nějakou dobu nacházelo v ulici Dobrudja 9. Před jeho kamerou stály známé bulharské osobnosti z tehdejší elity hlavního města. Pracoval jako fotožurnalista a dvorní fotograf pro cara Borise III. Jako dvorní fotograf jako jediný fotografoval svatbu krále a královny Jany Savojské v Assisi.
Generální ředitelství kinematografie při Radě ministrů udělilo Božidaru Karastojanovovi titul „Umělec-fotograf“. Kromě fotografie se věnoval i kinematografii, natočil několik krátkých dokumentů a postřehů. V roce 1948 byl deportován do Plevenu. Tam dále tvořil a objevil i další ze svých darů - malování.